# Kojiki
Il Kojiki (古事記? "vecchie cose scritte"), conosciuto anche come Furukotofumi, è la più antica cronaca esistente in Giappone e il primo testo di narrativa giapponese pervenutoci. Composto da Ō no Yasumaro nei primi anni dell'VIII secolo (711-712) su richiesta del sovrano Tenmu, fu poi consegnato circa 26 anni dopo alla nipote, l'Imperatrice Genmei. Il Kojiki narra le origini del Giappone dall'era mitologica delle divinità shintoiste (kami), al regno dell'imperatrice Suiko (592-628).
Con il Nihongi, i miti contenuti nel Kojiki sono stati d'ispirazione per molte pratiche e la fonte inesauribile di temi trattati sono stati ripresi durante tutto l'arco della storia letteraria giapponese. Più tardi, i miti diedero vita a riti shintoisti, fra i quali il misogi, il rituale purificatorio.

## Contesto storico e letterario

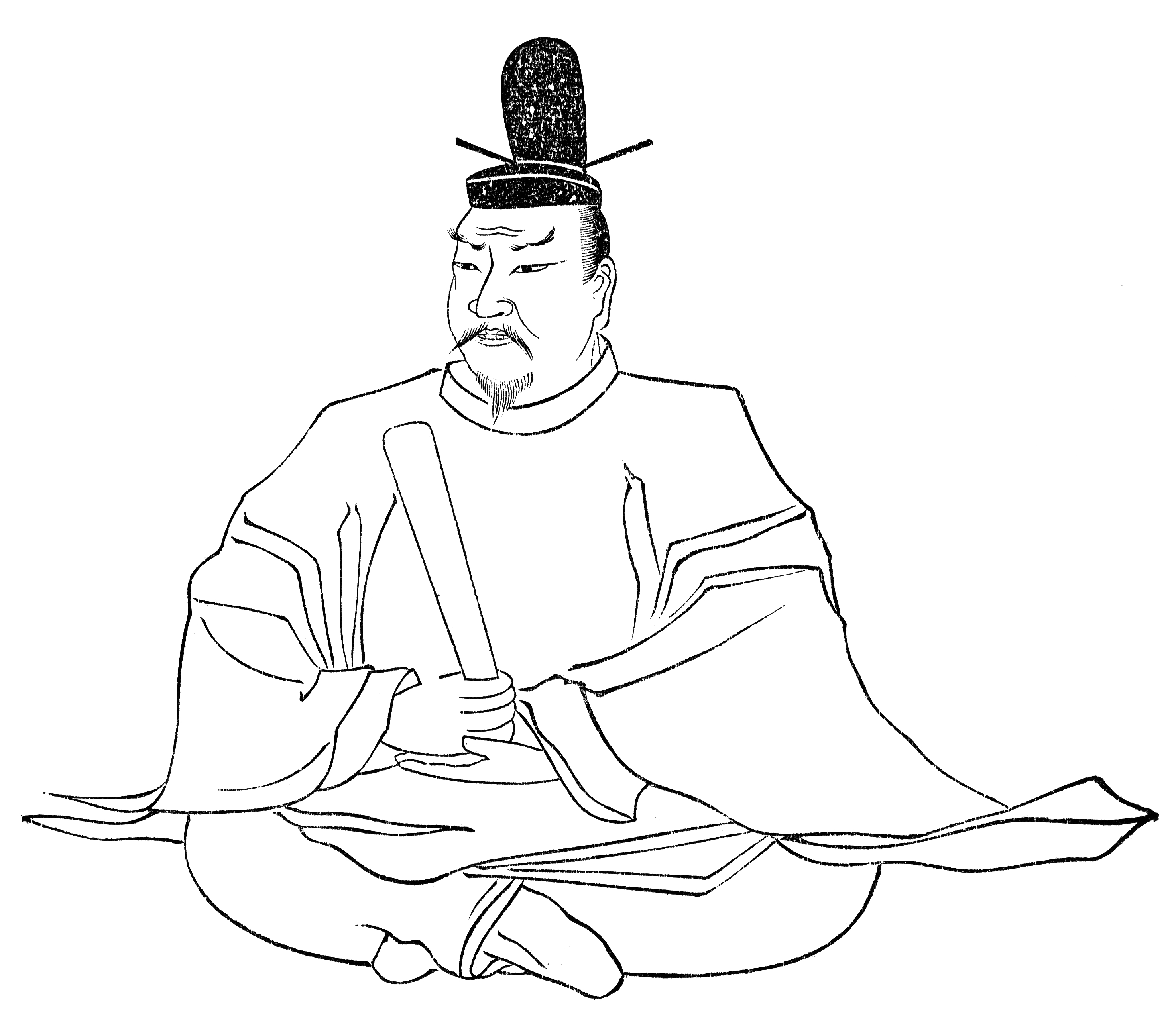
Ritratto dell'Imperatore Tenmu

Nel VII secolo il sovrano Tenmu (672-686) del clan Yamato ordinò la compilazione di un manoscritto che documentasse la storia del paese dai primordi ai suoi tempi. La regione di Yamato ebbe sin dagli inizi un ruolo preponderante e la supremazia del capo del clan (氏上?, uji no kami) Yamato, che deteneva poteri sacerdotali, militari e politici, era indiscussa. Il Kojiki fu commissionato a Ō no Yasumaro proprio per rafforzare l'egemonia del sovrano Tenmu. Lo scopo era quello di legittimare la supremazia Yamato, sulla base di antichi documenti delle varie casate, certificando l'importanza delle loro divinità protettrici all'interno del pantheon shinto, e l'esclusiva discendenza dei sovrani Yamato da Amaterasu Ōmikami, dea del sole e progenitrice della casata imperiale. Il Kojiki doveva servire a raccogliere tutti i miti e le credenze dell'arcipelago giapponese, e a legittimare nel contempo la linea di sangue divina della corte Yamato.
Ō no Yasumaro portò a termine il compito solo nel 712, consegnando il Kojiki alla discendente dell'ormai defunto sovrano, l'Imperatrice Genmei. Lo scrittore si avvalse, oltre che delle fonti ufficiali, anche di racconti e testi scritti memorizzati da Hieda no Are (稗田阿礼? Are degli Hieda), un cortigiano in grado di leggere gli annali cinesi e "raccontarli" in giapponese. Questa "oralità" fa del Kojiki la prima opera della letteratura giapponese e il primo tentativo di distaccarsi dalla scrittura in cinese.

## Struttura

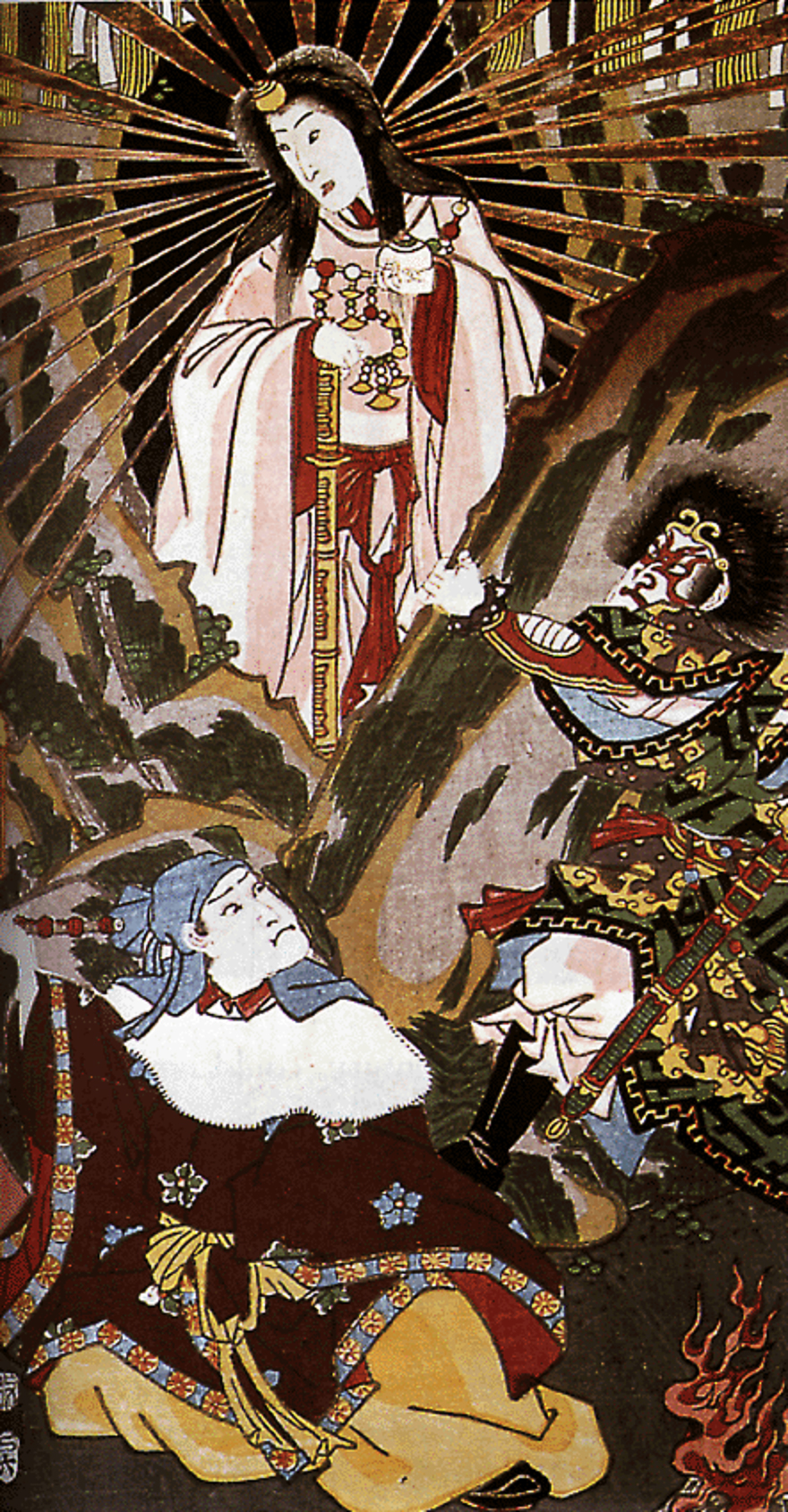
Rappresentazione della Dea Amaterasu

Il Kojiki contiene varie canzoni o poesie. Mentre i registri storici e le leggende sono scritte in una forma di cinese con una forte mescolanza di elementi giapponesi, le canzoni sono scritte con caratteri cinesi usati soltanto con valore fonetico. Questo uso particolare dei caratteri cinesi è chiamato man'yōgana, la cui conoscenza è indispensabile al fine di capire queste canzoni scritte in giapponese antico.

### Sezioni
Il Kojiki è diviso in tre volumi: il Kamitsumaki (上巻 "primo volume"), il Nakatsumaki (中巻 "volume centrale") e il Shimotsumaki (下巻 "volume più basso").
- Il Kamitsumaki, conosciuto anche come Kamiyo no Maki (神代巻 "volume dell'Era degli Dei"), include la prefazione al Kojiki e descrive le divinità della creazione e la nascita di varie divinità del periodo kamiyo, o Era degli Dei. Il Kamitsumaki, inoltre, delinea i miti che riguardano la fondazione del Giappone. Racconta come Ninigi-no-Mikoto, nipote di Amaterasu e bis-nonno dell'Imperatore Jinmu, sia disceso dall'Altopiano dei Cieli a Takachihonomine nel Kyūshū, diventando il progenitore della linea imperiale giapponese.[5][7][8]
- Il Nakatsumaki inizia con la storia dell'Imperatore Jinmu, il primo imperatore, e la sua conquista del Giappone, e finisce con il quindicesimo imperatore, Ōjin. I regni degli imperatori dal secondo al nono sono registrati in modo molto sintetico, riportando soltanto i loro nomi e quelli dei discendenti, dei palazzi e delle tombe monumentali, ma senza citare le conquiste. Molte delle storie di questo volume sono mitologiche ed è dubbio che contengano informazioni storiche affidabili. Studi recenti supportano la teoria secondo cui questi imperatori furono inventati per retrodatare il regno di Jinmu al 660 a.C.
- Il Shimotsumaki copre dal sedicesimo al trentatreesimo imperatore e, a differenza dei volumi precedenti, presenta riferimenti molto limitati al ruolo degli dei. Anche le informazioni dal ventiquattresimo al trentatreesimo imperatore sono molto lacunose.

## Scrittura e decifrazione

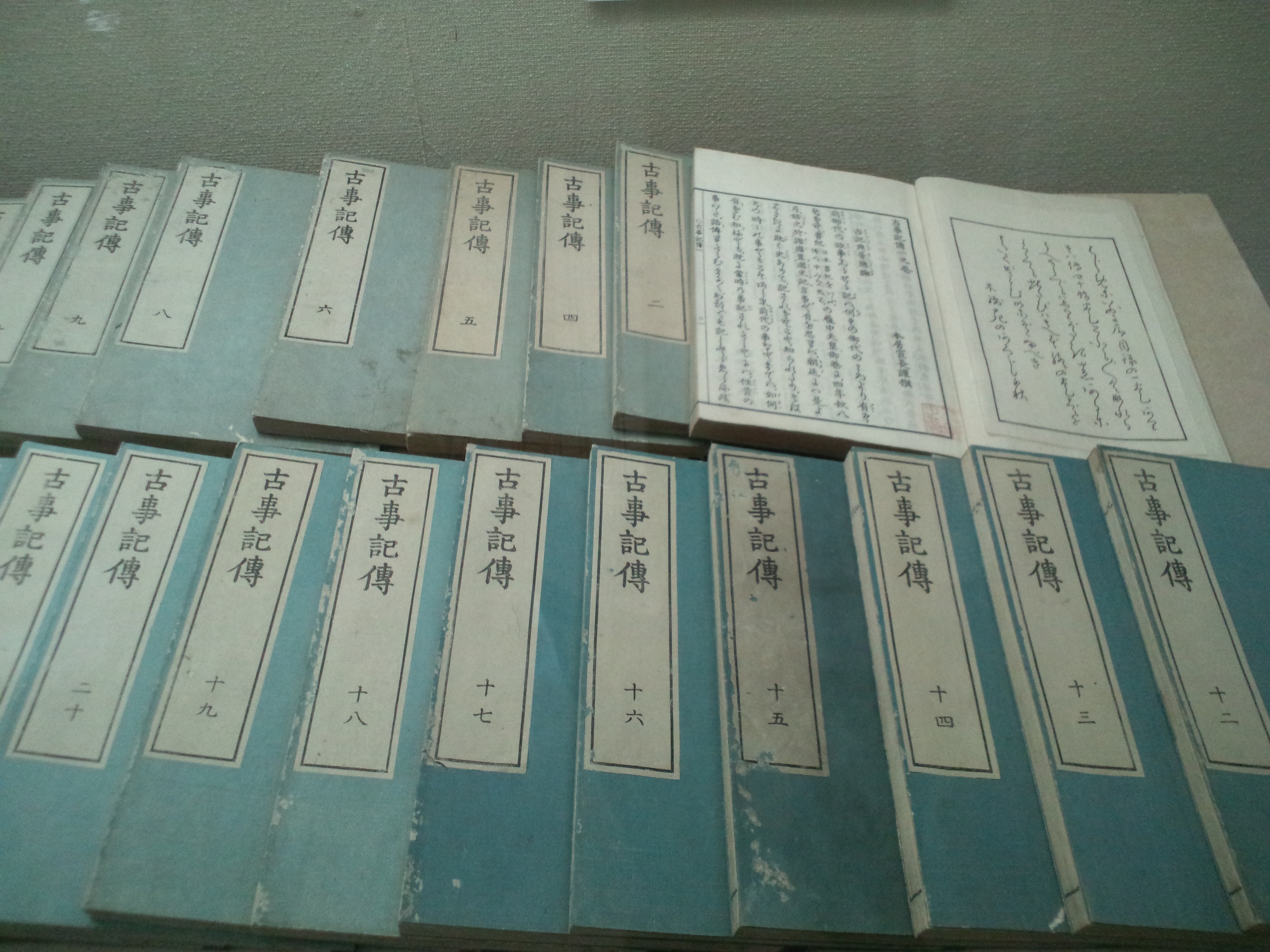
Kojiki-den, di Motoori Norinaga

Il Kojiki è il primo tentativo di mettere per iscritto la lingua autoctona giapponese. Per riuscire in tale impresa Yasumaro incontrò varie difficoltà, come testimoniato nel suo memoriale a prefazione del testo:
(Ō-No-Yasumaro, Kojiki)
Il testo fu scritto in giapponese antico e in caratteri cinesi. Ben presto in Giappone si perse la capacità di leggere il Kojiki, al quale fu preferito nei secoli il Nihongi, più in linea con la voga "sinizzante" che dominava la cultura nipponica. Nel periodo Edo, Motoori Norinaga riprese lo studio del Kojiki dedicando ben 34 anni alla produzione di un saggio di 44 volumi chiamato Kojikiden (古事記伝? , Commentario del Kojiki). Non si tratta solo di un saggio di filologia: il Commentario esamina anche le componenti letterarie, filosofiche e religiose, proponendo il Kojiki come la fonte della genuinità autoctona, con un ricco patrimonio mitologico che fa dell'Imperatore la figura centrale.

### Traduzioni italiane
La prima traduzione realizzata direttamente dal giapponese antico è del 1938 a cura del missionario italiano Mario Marega. Una traduzione più recente è stata redatta da Paolo Villani nel 2006.
- Ō, Yasumaro and Marega, Mario, Ko-gi-ki: Vecchie, cose, scritte; libro base dello shintoismo giapponese, G. Laterza, 1938,  p. 516.
- Villani, Paolo, Kojiki. Un racconto di antichi eventi, Venezia, Marsilio, 2006,  p. 171, ISBN 978-88-317-9882-2.

## Manoscritti
Esistono due rami maggiori di manoscritti sul Kojiki: Ise e Urabe. La branca estesa di Urabe consiste in 36 manoscritti esistenti tutti basati sulle 1522 copie realizzate da Urabe Kanenaga. La branca di Ise può essere suddivisa nel manoscritto Shinpukuji-bon (真福寺本) del 1371-1372 e nel manoscritto Dōka-bon (道果本). I sotto-rami del Dōka consistono in tre manoscritti: 
- manoscritto Dōka-bon (道果本) del 1381; rimane solo la prima metà del primo volume
- manoscritto Dōshō-bon (道祥本) del 1424; rimane solo il primo volume e ci sono molti difetti
- manoscritto Shun'yu-bon (春瑜本) del 1426; un volume

Il manoscritto Shinpukuji-bon (1371-1372) è il più antico manoscritto esistente. Nonostante venga catalogato nel ramo di Ise, è in realtà una combinazione dei due principali. Il monaco Ken'yu basò la sua copia su quella di Ōnakatomi Sadayo. Nel 1266, Sadayo copiò i volumi uno e tre, ma non ebbe accesso al secondo volume. Alla fine, nel 1282, lo ottenne grazie ad un manoscritto di Urabe che usò per la trascrizione.

## L'eredità del Kojiki e i tre oggetti sacri
Oltre ad un avvincente insieme di storia e leggende, il Kojiki è stato un modello per i secoli successivi di uno stile narrativo che alterna prosa a poesia, ripreso anche nei monogatari. In quest'opera si possono riscontrare il primo esempio di "poesia a catena" (renga 連歌) e l'anticipazione di un tema molto amato e ricorrente nella letteratura Edo, ovvero il "doppio suicidio d'amore" (shinjū 心中) di due amanti osteggiati dalle convenzioni sociali. Il Kojiki presenta una serie di figure femminili forti e determinate, a cominciare da Amaterasu, che riescono a imporsi alla controparte maschile. Un elemento molto importante del Kojiki è la descrizione delle tre insegne imperiali portate sulla terra da Ninigi no Mikoto: sono i tre simboli della natura divina della dinastia imperiale e hanno un ruolo centrale nella cerimonia con cui un nuovo Imperatore ascende al trono. Questi sono lo specchio metallico (Yata no kagami) che fece uscire Amaterasu dalla grotta, la spada falcia erbe (Kusanagi no tsurugi) trovata da Susanoo in una delle code del drago a otto code e otto teste di Izumo, e la gemma (Yasakani no magatama) regalata da Izanagi a Amaterasu.